# غوردون والاس سكوت
غوردون والاس سكوت هو سياسي كندي، ولد في 1 أكتوبر 1887 في مونتريال في كندا، وتوفي في 14 ديسمبر 1940 في المحيط الأطلسي. حزبياً، نشط في حزب كيبيك الليبرالي.